# Rafael Bello Ruiz
Rafael Bello Ruiz (* 7. März 1926 in Tecpan de Galeana, Mexiko; † 6. Juli 2008) war von 1976 bis 2001 römisch-katholischer Bischof, dann Erzbischof von Acapulco.

## Leben
Rafael Bello Ruiz studierte unter anderem Anthropologie, Katholische Theologie und Philosophie am Priesterseminar in Chilapa, dem Päpstlichen Priesterseminar von Montezuma, New Mexico, USA, an der Päpstlichen Universität Comillas in Spanien sowie in Paris.
Er empfing am 29. Juni 1950 im Alter von 24 Jahren durch Maurice Kardinal Feltin die Priesterweihe in der Kathedrale Notre Dame de Paris. Danach studierte er an der Päpstlichen Universität Gregoriana in Rom und wurde in Kanonischem Recht promoviert. Von 1955 bis 1958 lehrte er am Seminar in Chilapa und war dessen Spiritus Rector. Von 1959 bis 1969 war er Rektor des Priesterseminars der Diözese von Acapulco.
Am 12. Februar 1974 ernannte ihn Papst Paul VI. zum Titularbischof von Segia und zum Weihbischof in Acapulco. Die Bischofsweihe spendete ihm am 25. März 1974 der Apostolische Delegat in Mexiko, Mario Pio Gaspari; Mitkonsekratoren waren Fidel Cortés Pérez, Bischof von Chilapa, und José del Pilar Quezada Valdéz, Bischof von Acapulco.
Am 1. Juni 1976 wurde er von Paul VI. zum zweiten Bischof von Acapulco und am 10. Februar 1983 durch Papst Johannes Paul II. zum Erzbischof des Erzbistums Acapulco ernannt.
Bello Ruiz wurde von der mexikanischen Bischofskonferenz (EMV) zum Vorsitzenden des Ausschusses für Migration und Tourismus bestellt (1980–1986) und war unter anderem Mitglied der bischöflichen Kommission für Laien und ständige Diakone (1986–1991).
Am 8. Mai 2001 nahm Papst Johannes Paul II. nach 25-jähriger Amtszeit seinen altersbedingten Rücktritt an und ernannte Felipe Aguirre Franco zu seinem Nachfolger.